# 덕고개로 (충주시)
덕고개로(Deokgogae-ro)는 충청북도 충주시 신니면 용원리에서 노은면 문성리까지 연결하는 충주시도로, 총 연장은 6.61km이다. 도로의 명칭이 유래된 것은 신니지역과 노은지역을 잇는 고갯길 관련 명칭을 따왔기 때문에, 덕고개로가 명명되었다.

## 역사
- 2009년 4월 20일 : 도로명으로 덕고개로를 고시

## 주요 경유지
- 충주시
  - 신니면 (용원리 - 신청리 - 화석리) - 노은면 (문성리)

## 접촉하는 도로
- 안용원로 (직결)
- 신덕로
- 용원2길
- 용원1길
- 신의수청길
- 화골길
- 신단길
- 한덕길
- 감노로 (지방도 제525호선)

## 주요 건물 및 시설
- 신니신용협동조합 (덕고개로 2/용원리 26-52)
- 보람렌터카 (덕고개로 11/용원리 25-2)
- 신니농협 (덕고개로 15/용원리 289-1)
- 농기계수리점 (덕고개로 40/신청리 593-6)
- 영양제과 (덕고개로 255/화석리 715)
- 스노우테크 (덕고개로 329/화석리 283)
- 한흥건철 (덕고개로 446/화석리 209)